# Gunnel Nyman
Gunnel Nyman, née le 19 septembre 1909 et morte le 7 octobre 1948, est une designer finlandaise ayant participé au développement du design moderne du verre en Finlande. 

## Biographie
Elle est née Gunnel Anita Gustafsson à Turku, dans le Sud-Ouest du pays à l’embouchure du fleuve côtier Aura, en 1909.  Elle s'installe à Helsinki avec sa famille en 1922. 
Gunnel Gustafsson étudie la conception de meubles à la Taideteollinen Korkeakoulu (École centrale des arts industriels) à Helsinki, sous la direction d'Arttu Brummer, avec un diplôme obtenu en 1932. Elle travaille initialement dans le style fonctionnaliste, dessinant initialement des lampes et des appliques de 1932 à 1936. Elle épouse Gunnar Nyman en 1936. De 1936 à 1938, elle crée des meubles et commence également à dessiner pour des verriers.
Dans l'après-guerre, elle se tourne vers la verrerie. Elle collabore ou travaille sur commande avec diverses verreries, dont Riihimäki Karhula-Iittala et Nuutajärvi,, et devient alors une des principales créatrices d'objets en verre en Finlande.
Son travail se caractérise par des lignes organiques et se concentre sur les caractéristiques du verre lui-même. Elle a été plusieurs fois primée, comme à la Triennale de Milan en 1933, à l’Exposition des arts et techniques de Paris en 1937, et à nouveau, mais à titre posthume, à la 9e Tiennale de Milan en 1951. Elle est morte prématurément en 1948. Ses œuvres sont exposées dans des musées du monde entier, comme au National Gallery of Victoria à Melbourne en Australie, au Metropolitan Museum of Art à New York, ou au Musée des Arts décoratifs à Paris·